# Brokigt timjansmott
Brokigt timjansmott, Pempeliella ornatella, är en fjärilsart som först beskrevs av Michael Denis och Ignaz Schiffermüller 1775.  Brokigt timjansmott ingår i släktet Pempeliella, och familjen solmott, Pyralidae. Brokigt timjansmott är  i Sverige listad som nära hotad, NT, av ArtDatabanken. Enligt den finländska rödlistan är arten starkt hotad i Finland. Arten är reproducerande i Sverige. Artens livsmiljö är sandstränder vid Östersjön.

## Kännetecken
Vingbredd 18-26 mm. Framvingarna något varierande, brunaktiga, vid fram- och utkanten samt längs inre delen av längsribborna vitpudrade. Den yttre tvärlinjen är rak i bakkanten. Bakvingar ljusgrå.

## Liknande arter
Kan ibland vara svår att skilja från brunt timjansmott (Delplanqueia dilutella) och förväxlat timjansmott Delplanqueia inscriptella  men dessa två har yttre tvärlinjen vinklad i bakkanten.

## Levnadssätt
Fjärilen flyger såväl på dagen som om natten och kommer till ljus. 

## Flygtid
Från mitten av juni till början av augusti. 

## Förekomst
Finns på torra marker med timjan.

## Biologi
Äggen läggs under fjärilens flygtid och dessa kläcks under hösten. Övervintring sker som ung larv. Den lever på timjan i ett vävrör och är grönaktig med ljusa längsgående linjer. Förpuppning sker i vävöret. 

## Näringsväxt
Backtimjan Thymus serpyllum.

## Utbredning
Förekommer tämligen allmänt från Skåne till Västmanland. I övriga Norden finns den i Danmark, södra Finland men saknas i Norge.